# جب النشامة
جب النشامة قرية سوريّة تتبع إداريّاً لمحافظة حلب منطقة منبج ناحية أبو قلقل، بلغ تعداد سكانها 434 نسمة حسب التعداد السكاني لعام 2004.